# Bernard Beukema
Bernard Beukema (Den Bosch, 3 juni 1917 – 14 april 1980) was een Nederlands politicus van de ARP.
Hij werd geboren als zoon van Johannes Beukema en Elsien Roerdink. Hij was ontvanger en waarnemend gemeentesecretaris in Nootdorp. Eind 1966 ging H.C.A.M. Schölvinck, tot dan burgemeester en gemeentesecretaris van Nootdorp, met pensioen. Daarmee eindigde die dubbelfunctie; begin 1967 werd Frans Winkel burgemeester van Nootdorp en enkele maanden later werd Beukema daar de gemeentesecretaris. Begin 1969 volgde zijn benoeming tot burgemeester van 's Gravenmoer als opvolger van  J.L. Koopman die het jaar ervoor bij een verkeersongeluk omkwam. Tijdens zijn burgemeesterschap overleed Beukema in 1980 op 62-jarige leeftijd.